# Пейдж, Даймонд Даллас
Даллас Пейдж (англ. Dallas Page, имя при рождении — Пейдж Джозеф Фалкинбург (англ. Page Joseph Falkinburg, род. 5 апреля 1956, Пойнт-Плезант, Нью-Джерси), известный под именем Даймонд Даллас Пейдж (англ. Diamond Dallas Page или ДДП)— американский рестлер, фитнес-инструктор и актёр.
В течение своей карьеры рестлера, которая длилась два десятилетия, Пейдж выступал за ведущие рестлинг-промоушены World Championship Wrestling (WCW), World Wrestling Federation (WWF, ныне WWE), Total Nonstop Action Wrestling (TNA) и All Elite Wrestling (AEW).
Впервые Пейдж пришел в рестлинг-бизнес в 1988 году в качестве менеджера в American Wrestling Association, где он проработал девять месяцев до подписания контракта с WCW в 1991 году. Там он продолжал работать менеджером до конца 1991 года, когда стал рестлером. За десять лет в WCW Фалкинбург стал трехкратным чемпионом мира WCW в тяжелом весе, двукратным чемпионом Соединённых Штатов WCW в тяжелом весе, четырёхкратным командным чемпионом мира WCW и однократным телевизионным чемпионом мира WCW. Он стал четвёртым чемпионом Тройной короны в WCW.
После продажи WCW в 2001 году Пейдж подписал контракт с WWF, где он дебютировал на шоу Invasion и стал однократным чемпионом Европы WWF и однократным командным чемпионом мира WWF. Из-за серии травм он позволил своему контракту с компанией истечь в 2002 году. С 2004 по 2005 год он работал в TNA, в главном событии шоу Destination X 2005 года он боролся за титул чемпиона мира NWA в тяжёлом весе. 31 марта 2017 года он был введен в Зал славы WWE Эриком Бишоффом.
С 2012 года Пейдж ведет бизнес по продаже фитнес-видео по почте и онлайн под названием DDP Yoga, основанный на йоге и динамическом самосопротивлении.

## Ранняя жизнь
Пейдж Джозеф Фалкинбург-младший, старший из трех детей, родился в Пойнт-Плезант, Нью-Джерси, он сын Сильвии (урожденной Зайгель) и Пейджа Фалкинбурга-старшего. В первые годы жизни, после развода родителей, его воспитывал отец. Он заявил, что имеет немецкое, ирландское и голландское происхождение. Фалкинбург/Фалкенберг — это также название нескольких немецких деревень и по меньшей мере трех немецких замков. Имя «Даллас» появилось из-за его любви к команде «Даллас Ковбойс».
Его брат Рори и сестра Салли были воспитаны бабушкой по материнской линии. С трех до восьми лет Фалкинбург жил с отцом. В восемь лет отец забрал его к себе, чтобы он жил с бабушкой, которая его и воспитала. В своей автобиографии Фалькинбург признался, что страдает дислексией. На протяжении всего детства и учёбы ему пришлось столкнуться со многими трудностями.
Он учился в средней школе Святого Иосифа (ныне католическая средняя школа Донована) в Томс-Ривер, Нью-Джерси.

## Йога
В 1998 году, после повреждения позвоночника, Пейдж разработал программу йоги, которую назвал «Программа йоги для обычных парней». Любимый стиль Пейджа — Power Yoga, американская версия Аштанга-йоги. Программа, ранее существовавшая в виде книги, в 2012 году вышла на видео под названием DDP Yoga и получила широкую известность после выхода сюжета в программе Good Morning America. В нём рассказывалась история Артура Бурмана, инвалида войны, которому врачи сказали, что он больше никогда не будет ходить. Спустя 15 лет на костылях Бурман потерял 63 кг за 10 месяцев и восстановил способность ходить и бегать без костылей. На YouTube-канале Пейджа представлены ролики, о том, как его программа йоги помогает сбросить вес и улучшить физическую форму многим популярным рестлерам и знаменитостям, среди которых Скотт Холл, Джейк Робертс, Мик Фоли и Стив Остин.

## Личная жизнь
1 февраля 2000 года Пейдж выпустил свою автобиографию Positively Page: The Diamond Dallas Page Journey.
В 2003 году изменил имя на Даллас Пейдж.
1 декабря 1991 года Пейдж женился на Кимберли Пейдж. Супруги развелись в 2005 году. В 2015 году Пейдж Пейдж женился на Бренде Наир. Они разошлись в 2019 году. Развод был завершен в 2020 году.
У Пейджа две дочери — Бриттани Пейдж (род. 1987) и Кимберли Пейдж (род. 1994) и две — Александра Наир (род. 1996) и Рейчел Наир (род. 2001). В настоящее время Александра работает в All Elite Wrestling (AEW) в качестве интервьюера.
15 января 2019 года Пейдж выпустил ещё одну книгу Positively Unstoppable: The Art of Owning It. Книга включает предисловие от Мика Фоли.

## Титулы и достижения
- Cauliflower Alley Club
  - Гуманитарная премия Джейсона Сандерсона (2015)[13]
  - Награда за мужской рестлинг (2015)[14]
- George Tragos/Lou Thesz Professional Wrestling Hall of Fame
  - Премия имени Фрэнка Готча (2014)[15]
- Pro Wrestling Illustrated
  - Вражда года (1997) пр. Рэнди Сэвиджа[16]
  - Самый ненавистный рестлер года (1999)[16]
  - Самый прогрессирующий борец года (1995)[16]
  - № 4 в топ 500 рестлеров в рейтинге PWI 500 в 1997 и 1998[17][18]
  - № 65 в топ 500 рестлеров в рейтинге PWI Years в 2003[19]
- Swiss Wrestling Federation
  - Чемпион SWF в тяжёлом весе (1 раз)[20]
- World Championship Wrestling
  - Чемпион мира WCW в тяжёлом весе (3 раза)[21][22][23]
  - Телевизионный чемпион мира WCW (1 раз)[24]
  - Чемпион Соединённых Штатов WCW в тяжёлом весе (2 раза)[25][26][27]
  - Командный чемпион мира WCW (4 раза) — с Бам Бам Бигелоу, Крисом Каньоном (2) и Кевином Нэшем (2)[28]
  - Четвёртый чемпион Тройной короны
  - Турнир «Властелин ринга» (1996)[29]
- World Wrestling Federation/WWE
  - Европейский чемпион WWF (1 раз)[30]
  - Командный чемпион WWF (1 раз) — с Крисом Каньоном[31]
  - Зал славы WWE (2017)[32]
- Wrestling Observer Newsletter
  - Лучший приём в рестлинге (1997) Diamond Cutter[33]
  - Самый прогрессирующий (1996)[33]
  - Худший образ (2001)[33]